# Mémorial de guerre du district de Columbia
 (avril 2017).
Si vous disposez d'ouvrages ou d'articles de référence ou si vous connaissez des sites web de qualité traitant du thème abordé ici, merci de compléter l'article en donnant les références utiles à sa vérifiabilité et en les liant à la section « Notes et références ».
Le mémorial de guerre du district de Columbia est un monument commémoratif de la Première Guerre mondiale, situé dans la ville de Washington aux États-Unis.

## Historique
Le mémorial de guerre du district de Columbia a été construit en 1931 et inauguré le 11 novembre de la même année par Herbert Hoover, président des Etats-Unis. Il a été restauré de 2010 à 2011.

## Caractéristiques
Le monument a été conçu par les architectes Frederick H. Brooke, Horace W. Peaslee et Nathan C. Wyeth. De forme circulaire, construit en pierre blanche, il est surmonté d'un dôme reposant sur douze colonnes cannelées de style dorique de 6,7 mètres de haut.  